# Губернатор Тверской области
Губерна́тор Тверско́й о́бласти — высшее должностное лицо Тверской области. Возглавляет высший исполнительный орган государственной власти области — правительство Тверской области.

## История

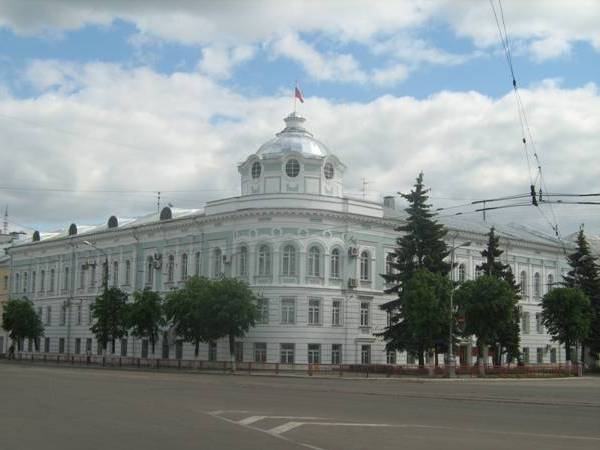
Резиденция губернатора — здание областной администрации на площади Михаила Тверского в Твери.

С момента образования в 1935 году Калининской области и до весны 1990 года ведущую роль в её руководстве занимал Калининский областной комитет ВКП(б)-КПСС. С 1985 по май 1990 года первым секретарём Калининского обкома КПСС был Николай Татарчук.
В марте 1990 года произошло снижение влияния КПСС в связи с отменой статьи 6 Конституции СССР, которая определяла «руководящую и направляющую роль» Коммунистической партии. Российские регионы фактически начали развиваться по модели «парламентской республики». Как результат, первым лицом в регионе стал председатель исполкома регионального совета (пост председателя Калининского облисполкома с 1987 года занимал Владимир Суслов).
27 июля 1990 года Калининский областной Совет народных депутатов принял решение вернуть городу Калинину историческое название Тверь, и в связи с этим переименовать Калининскую область в Тверскую. 17 июля 1990 года Председатель Верховного Совета РСФСР Борис Ельцин подписал два соответствующих указа Президиума Верховного Совета. 21 апреля 1992 года Съезд народных депутатов России утвердил переименование области, внеся поправку в ст. 71 Конституции РСФСР 1978 года, которая вступила в силу 16 мая 1992 года с момента опубликования.
19-21 августа 1991 года во время августовского путча исполком областного Совета высказался в поддержку законно избранных органов власти и смог удержать ситуацию в области под контролем, не допустить силового варианта развития событий. 21 августа председатель исполкома облсовета Владимир Суслов заявил в областной прессе: «Методы решения политических вопросов выводом танков на улицы бесперспективны». Через два дня городская газета «Вече Твери» так оценила выступление Суслова: «Именно Суслов первый и единственный из руководителей в местных пределах открыто, не таясь, без увёрток дал оценку путчистам и заявил о поддержке Верховного Совета России со стороны Тверского облисполкома. В такой недобрый час такой поступок дорого стоит». «Вече Твери» дала нелицеприятную оценку председателю областного облсовета Михаилу Шестову: «Каким жалким и безликим выглядел (на тверском телевидении) этот воспитанник партократии!.. Как искусно отпил в пустословии свою неспособность выразить и защитить интересы тверичей».
На начальном этапе постсоветской истории предполагалось, что выборность региональных руководителей будет вводиться во всех регионах. В августе 1991 года президент России Борис Ельцин обещал скорейшее проведение выборов. На переходный период, однако, был создан новый институт — назначаемого президентом главы региональной администрации (под администрацией понимается орган региональной исполнительной власти). 20 октября 1991 года указом президента РСФСР главой администрации Тверской области был назначен Владимир Суслов. Вслед за этим были прекращены полномочия исполкома облсовета и его председателя. Срок полномочий главы администрации составлял 4 года.
В декабре 1995 года состоялись первые выборы главы администрации Тверской области. На них в первом туре победил глава администрации Бежецка и Бежецкого района Владимир Платов (движение «Народовластие»).
На выборах главы администрации в декабре 1999 года Владимир Платов был избран на второй срок. 19 декабря 1999 года в первом туре получил 32,5 % голосов, ближайший соперник депутат от КПРФ Владимир Баюнов — 22,91 %. Во втором туре 9 января 2000 года Платов набрал 46,55 % и с минимальным отрывом обошёл Владимира Баюнова (46,02 %).
Ни один из губернаторов Тверской области не был её уроженцем, как и бывшие первые секретари Калининского обкома КПСС по меньшей мере с конца 1940-х годов. При этом подавляющее большинство глав региона до назначения на должность ранее в области не работали, а занимали посты в центральных отраслевых учреждениях либо занимались руководящей работой в других регионах.

## Порядок избрания и вступления в должность
Порядок наделения полномочиями губернатора Тверской области устанавливается федеральным законом и Уставом Тверской области.
Организацией и проведением выборов занимается избирательная комиссия Тверской области.
Выборы проводились в 1995, 1999, 2003 годах. В 2007 и 2011 годах губернатор Тверской области был выбран президентом России и утверждён в должности заксобранием Тверской области. Вновь прямые выборы губернатора состоялись в 2016 году.

## Список губернаторов
| №                                    | Имя                                     | Фотография | Срок полномочий                   | Партия        | Примечания |
| ------------------------------------ | --------------------------------------- | ---------- | --------------------------------- | ------------- | --- |
| Глава администрации Тверской области |                                         |            |                                   |               | |
| 1                                    | Владимир Антонович Суслов (род. 1939)   |            | 20 октября 1991 — 26 декабря 1995 | беспартийный  | Назначен президентом РСФСР Борисом Ельциным |
| Губернаторы Тверской области         |                                         |            |                                   |               | |
| 2                                    | Владимир Игнатьевич Платов (1946—2012)  |            | 26 декабря 1995 — 30 декабря 2003 | беспартийный  | Избран всенародным голосованием 17 декабря 1995 года, переизбран 9 января 2000 года                                                               |
| 3                                    | Дмитрий Вадимович Зеленин (род. 1962)   |            | 30 декабря 2003 — 16 июня 2011    | Единая Россия | Избран всенародным голосованием 21 декабря 2003 года, наделён полномочиями президентом РФ Владимиром Путиным 10 июля 2007 года                    |
| 4                                    | Андрей Владимирович Шевелёв (род. 1970) |            | 7 июля 2011 — 2 марта 2016        | Единая Россия | Исполняющий обязанности губернатора с 16 июня 2011 года. Наделён полномочиями президентом РФ Дмитрием Медведевым                                  |
| 5                                    | Игорь Михайлович Руденя (род. 1968)     |            | с 23 сентября 2016                | Единая Россия | Исполняющий обязанности губернатора со 2 марта 2016 года. Избран всенародным голосованием 18 сентября 2016 года, переизбран 19 сентября 2021 года |